# Kokusai Butokukai

Kokusai Butokukai

Chronologie des Gründers des Butokukai International Richard Kim (Shorinji Ryu)

Der Kokusai Butokukai (jap. 国際武徳会) ist ein internationaler Kampfkunstverband zur Förderung der Kampfkunst des Shorinji ryu (Karate, Kobudo, Tai Chi) des Stilbegründers Großmeister Richard Kim (* 1917; † 2001), Hanshi, 10. Dan. Der Verband ist die offizielle Nachfolgeorganisation des Butokukai International.

## Verbandszweck
Der Zweck ist die Förderung der traditionellen Kampfkunst Shorinji Ryu, bestehend aus dem Karate Do, Okinawa Kobudo, Tai Chi, sowie Chi Kung. Der Satzungszweck wird verwirklicht insbesondere durch das Lehren und Lernen der Kampfkunst Shorinji Ryu, die Durchführung sportlicher Veranstaltungen sowie durch den nationalen und internationalen Austausch. Der Verband verfolgt ausschließlich und unmittelbar gemeinnützige Zwecke. Der Verband ist selbstlos tätig; er verfolgt nicht in erster Linie eigenwirtschaftliche Zwecke.

## Namensbedeutung
Kokusai (国際 International); Butokukai (武徳会 Kampfkunstverband)
- Bu (武 Krieger, Waffen)
- Toku (徳 Tugend, Moral)
- Kai (会 Verband)

## Geschichte
Der Name Butokukai geht zurück auf die Dai Nippon Butokukai (DNBK) die 1895 in Kyōto, Japan mit offizieller Zustimmung des Kaiserhauses gegründet wurde. Großmeister Richard Kim wurde im Jahr 1939 Mitglied der DNBK. Nach dem Zweiten Weltkrieg wurde die DNBK auf Drängen der Alliierten aufgelöst, da die Nähe zum paramilitärischen und ultranationalistischen Black Dragon Society (Armur-Bund), kein Wohlwollen fand.
Nach der Unterzeichnung des Friedensvertrages zwischen den USA und Japan wurde die DNBK als private Budō-Organisation im Jahre 1953 unter dem Vorsitz von Ōno Kumao wiederbelebt. Als enger Freund von Ōno Kumao wurde Richard Kim gebeten, die DNBK außerhalb Japans zu vertreten. Dies war 1959 in San Francisco die Grundsteinlegung für die Zen Bei Butoku Kai (Great American Martial Arts Association). Die wachsenden internationale Beziehungen jenseits der USA erforderte die Gründung eines internationalen Kampfkunstverbandes. So entstand im Jahr 1976 die Organisation Butokukai International unter der Leitung von Richard Kim. Nach 40 Jahren verließ Großmeister Richard Kim 1999 die DNBK aufgrund von innenpolitischen Differenzen. Nach dem Tod von Richard Kim wurde der Butokukai International 2001 aufgelöst.
Im Jahre 2006 wurde unter der Leitung der Technischen Direktoren Jean Chalamon (Butokukai Europe) und Rod Sanford (Zen Bei Butoku Kai) der Kokusai Butokukai gegründet. Die Namensänderung sowie die Änderung des Logo wurde notwendig, um sich klar von der DNBK zu unterscheiden.

## Vertretung
Seit seiner Gründung im Jahre 2006 werden die Rechtsgeschäfte des Kokusai Butokukai offiziell durch den Butokukai Germany e. V. geführt.
Technische Direktoren
- Jean Chalamon, Hanshi, 10. Dan
- Rod Sanford, Hanshi, 9. Dan

Präsident
- Louis Jemison, Kyoshi, 9. Dan

Vize-Präsident
- Jean-Michel Argant, 7. Dan

Ehrenpräsident
- Robert Leong, Hanshi

Generalsekretär
- Stephan Peitz, Kyoshi, 7. Dan

## Das Emblem
Der Rand symbolisiert die Tugenden der Kampfkünste und die Strahlen mit dem orangefarbenen Hintergrund stehen für die aufgehende Sonne.
Die Kalligrafie 忍 bedeutet „Geduld“.

## Mitgliedsverbände
- Butokukai Finland
- Butokukai France
- Butokukai Germany e. V.
- Butokukai Luxemburg
- Butokukai Scotland
- Butokukai Spain
- Zen Bei Butoku Kai
- Butokukai Canada